# Ashiyu

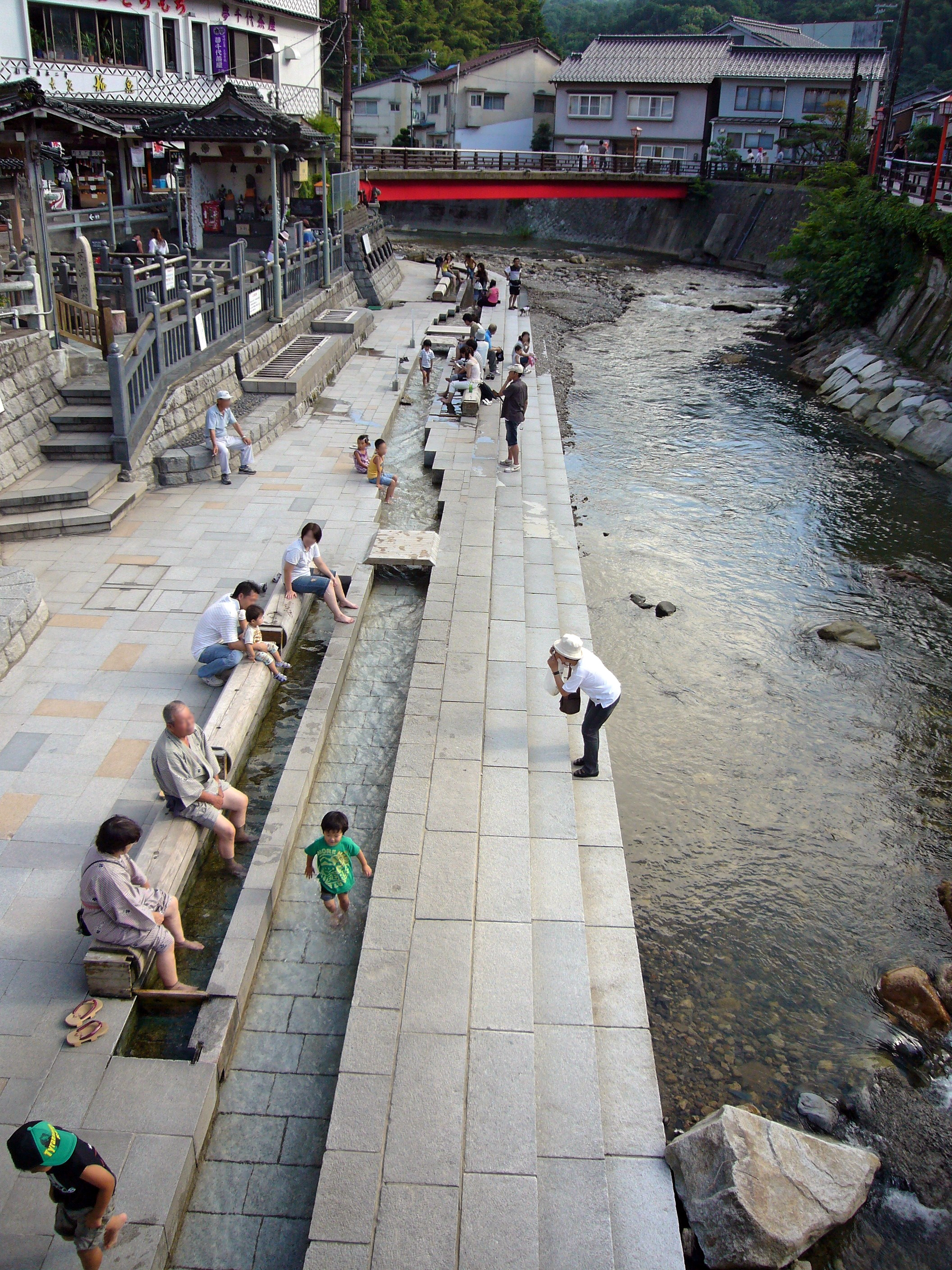
Een ashiyu in de stad.

Ashiyu (Japans: 足湯) is een Japans openbaar voetenbad gevuld met geothermisch bronwater.
De voetenbaden bevinden zich in steden waar geothermische bronnen aanwezig zijn en zijn dan overal verspreid aangelegd. Vooral komt men ze tegen op plekken waar veel mensen bijeenkomen zoals bij stations van openbaarvervoer, in parken en winkelstraten. Ze zijn gemakkelijk bereikbaar en het bad kan eenvoudig genomen worden. Alleen schoeisel en dergelijke behoeft maar uitgetrokken te worden. Soms wordt er een kleine financiële bijdrage gevraagd, maar de meeste zijn gratis.
Alleen het deel onder de knie mag in het bad en is dus niet bedoeld om er geheel in te baden. Daarvoor kan men terecht in de sento’s al dan niet met een onsen of ryokans uitgerust met een onsen.
Een ashiyu heeft de eigenschap om niet alleen de voeten te verwarmen, maar daarmee ook de rest van het lichaam omdat het de bloedvaten verwijd en zorgt voor een goede doorbloeding. Hiermee zal ook de vermoeidheid uit de voeten verdwijnen. In Japan zou een gezondheidsonderzoek hebben uitgewezen dat het regelmatig nemen van een ashiyu heilzaam is voor het functioneren van het hart.

## Zie ook

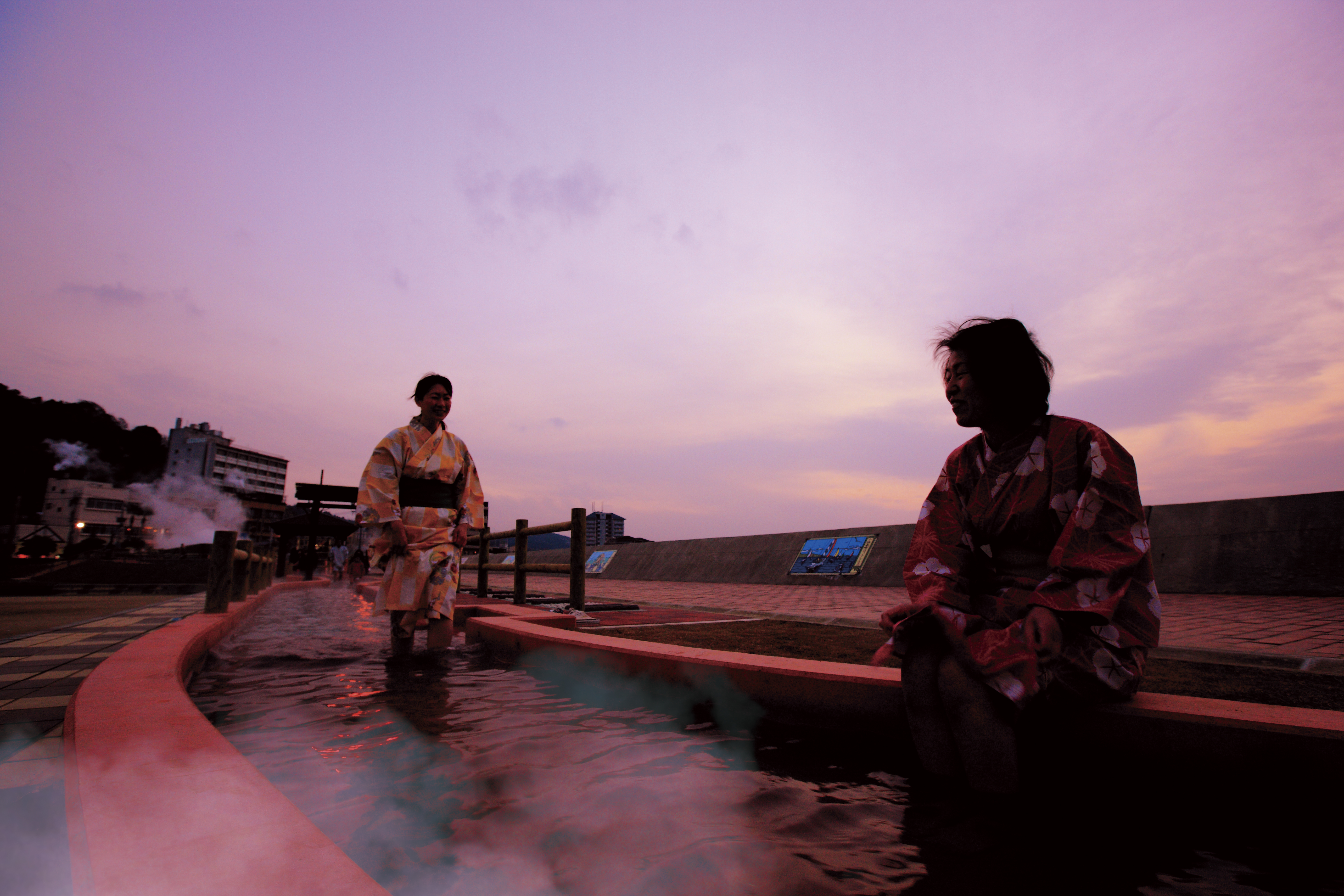
Wandelend in een yukata wordt hier een ashiyu genomen
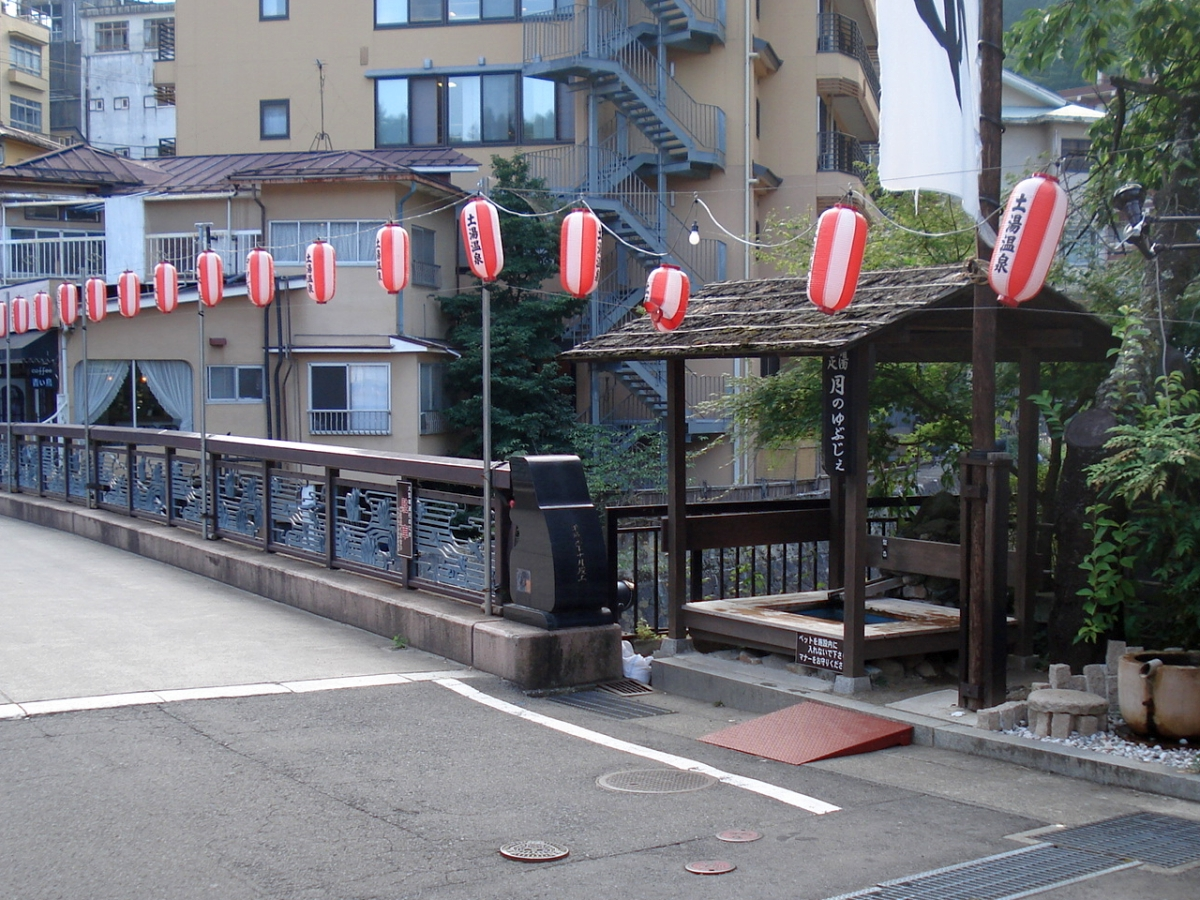
Er zijn ook kleine ashiyu’s
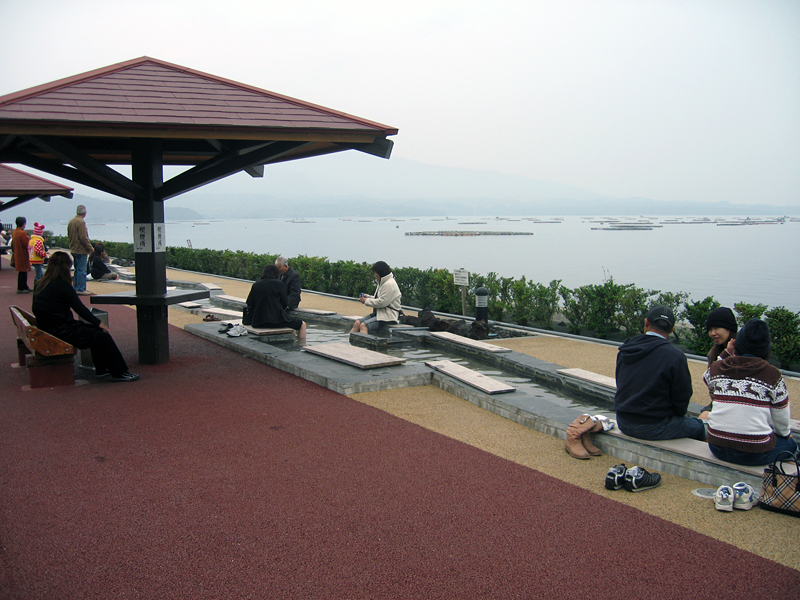
Een ashiyu langs een boulevard
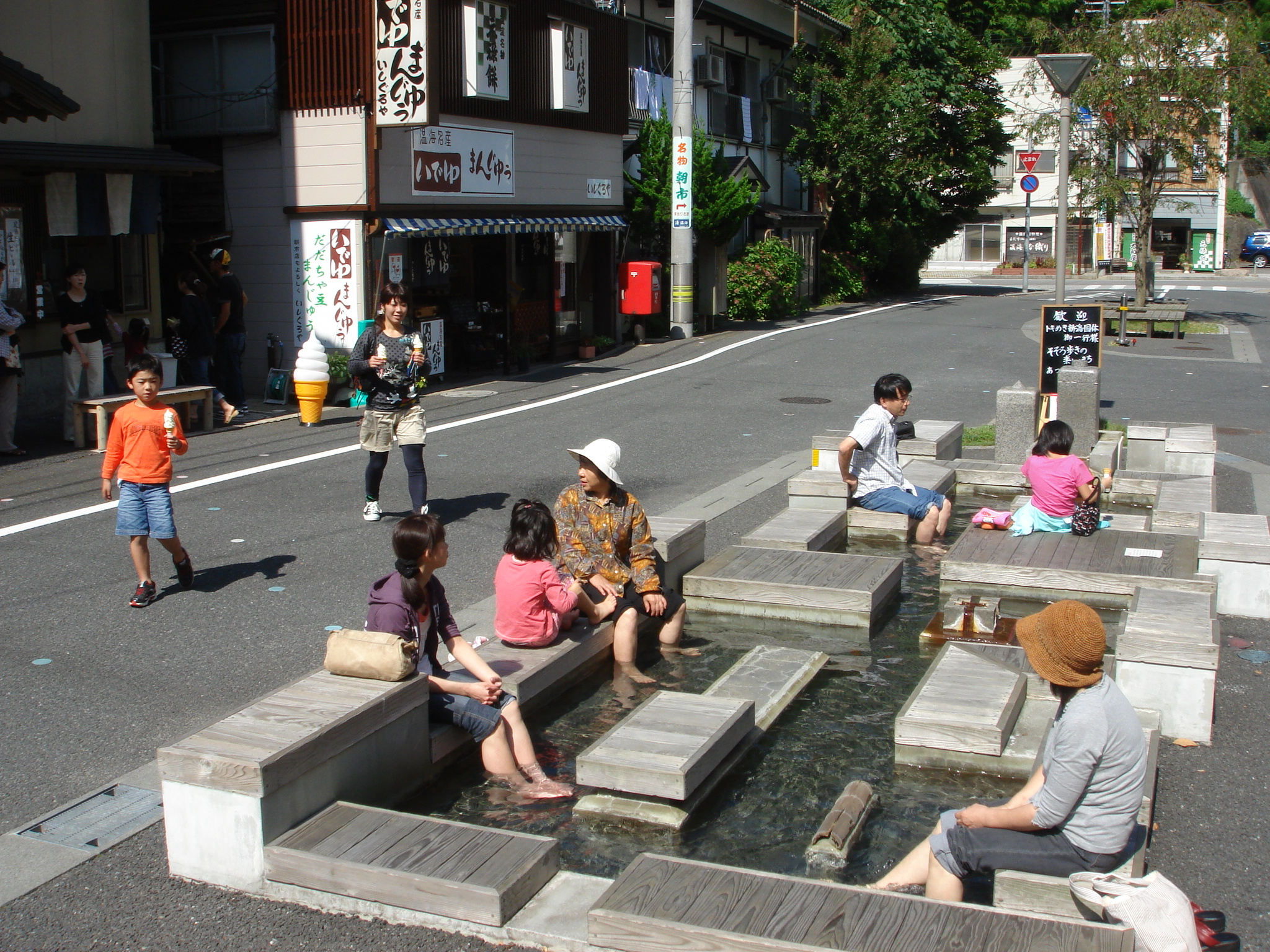
Een ashiyu midden in de wijk